# Teresa Budzisz-Krzyżanowska
Teresa Budzisz-Krzyżanowska (ur. 17 września 1942 w Tczewie) – polska aktorka teatralna i filmowa.

## Życiorys
W 1964 ukończyła studia w Państwowej Wyższej Szkole Teatralnej w Krakowie. Na scenie teatralnej zadebiutowała 24 stycznia 1965 rolą w widowisku muzycznym Niech no tylko zakwitną jabłonie Agnieszki Osieckiej w reż. Jerzego Uklei, a na małym ekranie w 1968 tytułową rolą w Eugenii Grandet Honoré de Balzaca w reż. Bogdana Hussakowskiego. W 1971 otrzymała pierwszą rolę filmową w obrazie pt. Gonitwa w reż. Zygmunta Hübnera.
Występowała na deskach krakowskich teatrów: Rozmaitości (1964–1966), Teatru im. Juliusza Słowackiego (1966–1972) i Starego Teatru im. Heleny Modrzejewskiej (1972–1983), a następnie Teatru Studio w Warszawie (1983–1997). Od 1997 aktorka Teatru Narodowego w Warszawie.
Współpracowała z wieloma polskimi reżyserami, m.in. z Andrzejem Wajdą, Krzysztofem Kieślowskim, Kazimierzem Kutzem, Barbarą Sass, a także z reżyserami zagranicznymi m.in. z Mártą Mészáros.
Podczas swojej wieloletniej działalności artystyczno-kulturalnej otrzymała wiele odznaczeń, nagród i wyróżnień. Jest m.in. dwukrotną laureatką Nagrody im. Aleksandra Zelwerowicza – przyznawanej przez redakcję miesięcznika „Teatr”, którą otrzymała za sezon 1985/1986, za rolę Jenny w Operze za trzy grosze Bertolta Brechta w Teatrze Studio w Warszawie oraz za sezon 2006/2007, za rolę Jokasty w Królu Edypie Sofoklesa, graną gościnnie w Teatrze Ateneum im. Stefana Jaracza w Warszawie.
W 1991 roku na 17. Festiwalu Polskich Filmów Fabularnych w Gdyni otrzymała wyróżnienie dla najlepszej aktorki pierwszoplanowej za podwójną rolę matki i córki w filmie Odjazd. Dwa lata wcześniej na tym samym festiwalu była nominowana do nagrody za najlepszą drugoplanową rolę kobiecą w filmie Lawa.
W 2000 odcisnęła swoją dłoń na Promenadzie Gwiazd w Międzyzdrojach.

## Filmografia
- Gonitwa (1971) – Ona
- Seksolatki (1971) – kierowniczka domu wczasowego
- Przeprowadzka (1972) – żona Zbyszka
- Przejście podziemne (1973) – Lena
- Ziemia Obiecana (1974) – żona Trawińskiego
- Dyrektorzy (1975) – robotnica Regina Sołoniewska
- W środku lata (1975) – Elżbieta Grońska
- Ocalić miasto (1976) – Jadwiga Nowacka
- Zmory (1978) – Wysocka, aktorka z Krakowa
- Po drodze (1979) – Aktorka występująca w przedstawieniu „Biesów"
- Spotkanie na Atlantyku (1980) – Magda, partnerka Nowaka
- Z biegiem lat, z biegiem dni... (1980) – Julia Chomińska, córka Janiny i Władysława Chomińskich
- Maskarada (1986) – Lola, była żona Jerzego Wolfa, aktorka współpracująca z Michałem Barczewskim
- Lawa (1989) – Rollisonowa w scenie „Balu u Senatora"
- Sztuka kochania (1989) – aktorka w teatrze
- Historia niemoralna (1990) – reżyserka Magda
- Korczak (1990) – Maria Falska, przyjaciółka Janusza Korczaka
- Kuchnia polska (serial telewizyjny, 1991) – Irena Biesiekierska, żona Jana
- Odjazd (1991) – Hilda Baumler oraz Augusta Baumler, matka Hildy (2. role)
- Białe małżeństwo (1992) – matka dziewcząt
- Trzy kolory. Biały (1993) – pani Jadwiga, klientka Karola
- Faustyna (1994) – matka przełożona klasztoru w Wilnie
- Śmierć jak kromka chleba (1995) – lekarka
- Siódmy pokój (La Settima Stanza, 1995) – matka przełożona w karmelu w Holandii
- Sława i chwała (serial telewizyjny, 1997) – śpiewaczka Elżbieta Szyller, siostra Edgara (odc. 6. Koniec pięknego lata i odc. 7. Równina)
- Jak narkotyk (1999) – matka Anny
- Weiser (2000) – sąsiadka Szymka
- Czarna plaża (La Plage Noire, 2001) – Emma
- Ono (2004) – Marta, matka Ewy
- Futro (2006) – Irena Makowiecka
- Odwróceni (serial telewizyjny, 2007) – Elwira, matka Miry
- Wenecja (2010) – babcia Marka
- Głęboka woda (serial telewizyjny, 2011) – Krystyna

## Odznaczenia i nagrody
- Krzyż Komandorski Orderu Odrodzenia Polski (2000)[1]
- Krzyż Kawalerski Orderu Odrodzenia Polski (1978)
- Złoty Medal „Zasłużony Kulturze Gloria Artis” (2005)[2]
- Złota Odznaka „Za Zasługi dla Krakowa” (1976)
- Nagroda Komitetu do Spraw Radia i Telewizji (1976, 1979, 1985)
- Nagroda na III Opolskich Konfrontacjach Teatralnych w Opolu za rolę Joanny w spektaklu Noc listopadowa Stanisława Wyspiańskiego w reż. Andrzeja Wajdy w Starym Teatrze im. Heleny Modrzejewskiej w Krakowie (1977)
- Nagroda prezesa Rady Ministrów I stopnia w dziedzinie teatru z okazji 35-lecia PRL za osiągnięcia aktorskie (1979)
- Nagroda na V Opolskich Konfrontacjach Teatralnych w Opolu za rolę Julii Chomińskiej w spektaklu Z biegiem lat z biegiem dni Joanny Olczak-Ronikier w reż. Andrzeja Wajdy w Starym Teatrze im. Heleny Modrzejewskiej w Krakowie (1979)
- Nagroda na XX Kaliskich Spotkaniach Teatralnych w Kaliszu za rolę Ireny Arkadiny w spektaklu Dziesięć portretów z Czajką w tle według Antona Czechowa w Starym Teatrze im. Heleny Modrzejewskiej w Krakowie (1980)
- Nagroda Miasta Krakowa w dziedzinie upowszechniania kultury (1980)
- Nagroda na XXIV Kaliskich Spotkaniach Teatralnych w Kaliszu za rolę Johanne w spektaklu Z życia glist P.O. Enquista w Starym Teatrze im. Heleny Modrzejewskiej w Krakowie (1984)
- Złoty Ekran za role w przedstawieniach Teatru Telewizji Żałoba przystoi Elektrze i Elżbieta królowa Anglii (1985)
- Nagroda im. Aleksandra Zelwerowicza za rolę Jenny w spektaklu Opera za trzy grosze Bertolta Brechta w Teatrze Studio w Warszawie (1986)
- Złoty Wawrzyn Grzymały przyznany w Bydgoszczy (1990)
- Złote Lwy Gdańskie na 17. Festiwalu Polskich Filmów Fabularnych w Gdyni za najlepszą pierwszoplanową rolę kobiecą w filmie Odjazd (1992)
- Nagroda im. Cypriana Kamila Norwida w kategorii: Teatr (2002)[3]
- Nagroda im. Aleksandra Zelwerowicza dla najlepszej aktorki w sezonie 2003/2004 za rolę Jokasty w spektaklu Król Edyp Sofoklesa graną gościnnie w Teatrze Ateneum im. Stefana Jaracza w Warszawie (2004)
- Nagroda na V Festiwalu Teatru Polskiego Radia i Teatru Telewizji „Dwa Teatry” za rolę tytułową w słuchowisku Matka Witkacego (2005)
- Nagroda Ministra Kultury i Dziedzictwa Narodowego w dziedzinie teatru (2008)
- Nagroda aktorska na XIII Festiwalu „Dwa Teatry” za rolę Hanny Arendt w spektaklu Feliksa Falka „Rzecz o banalności miłości” (2013)
- Wielka Nagroda Festiwalu „Dwa Teatry” za wybitne osiągnięcia aktorskie w Teatrze Polskiego Radia i Teatrze Telewizji Polskiej (2014)[4]
- Złoty Splendor – Nagroda Teatru Polskiego Radia[5] (2014)
- Nagroda im. Ireny Solskiej (2021)[6]